# Leona Vingativa
Leona Vingativa est une célébrité d'Internet et chanteuse paraense. La websérie Leona Assassina Vingativa, produite à partir de ses 13 ans, a rendu populaire son humour enraciné dans la culture queer des banlieues brésiliennes.

## Biographie
La première vidéo de Leona Vingativa, Leona: A assassina vingativa, est tournée en 2008 et publiée sur YouTube en 2009. Âgée de 13 ans, elle y interprète une assassine en cavale qui cherche à rejoindre Paris, poursuivie par son ennemie, Aleijada Hipócrita (l'estropiée hypocrite). Cette vidéo à l'esthétique bricolée devient virale sur Internet et propulse Leona Vingativa dans une célébrité relative au sein de son quartier à Belém, puis dans le reste du Brésil. Dans les années qui suivent, les tournures de phrases de cette vidéo sont très souvent citées dans les milieux bichas (pédés). Par la suite, Vingativa continue de produire des vidéos en amatrice, participe à des publicités, des émissions télévisées, et produit des chansons. Elle annonce s'identifier comme travesti.
Dans sa chanson Não pode esquecer o guanto de 2017 (guanto est un terme de pajúba (pt) pour « préservatif masculin »), Leona Vingativa encourage le port du préservatif en évitant de moraliser. Le clip de cette chanson, dans lequel trois amies trans sèment le chaos sur le marché de Belém, est un exemple du style de Leona Vingativa qui consiste souvent à interagir spontanément avec des passants dans la rue. Selon Ricardo Duarte Filho, Leona Assassina Vingativa 4: Atrack em Paris est un bon exemple du cinéma queer brésilien des années 2010, qui ne cherche pas la respectabilité, et adopte une esthétique du malandragem (pt), de la precariedade (précarité) et du deboche (la dérision, litt. la débauche). La vidéo joue avec les stéréotypes sur les Français sur le mode camp.
Lors de la 3e édition du Festival de Cinema das Periferias da Amazônia en 2021, un portrait de Leona Vingativa a été réalisé en hommage à ses contributions au cinéma amazonien.

## Chansons
- Ribeirinho[5]

## Spectacles
- A Revolta do Tigre[6]